# 拉訥山
47°25′45″N 10°27′48″E / 47.42917°N 10.46333°E

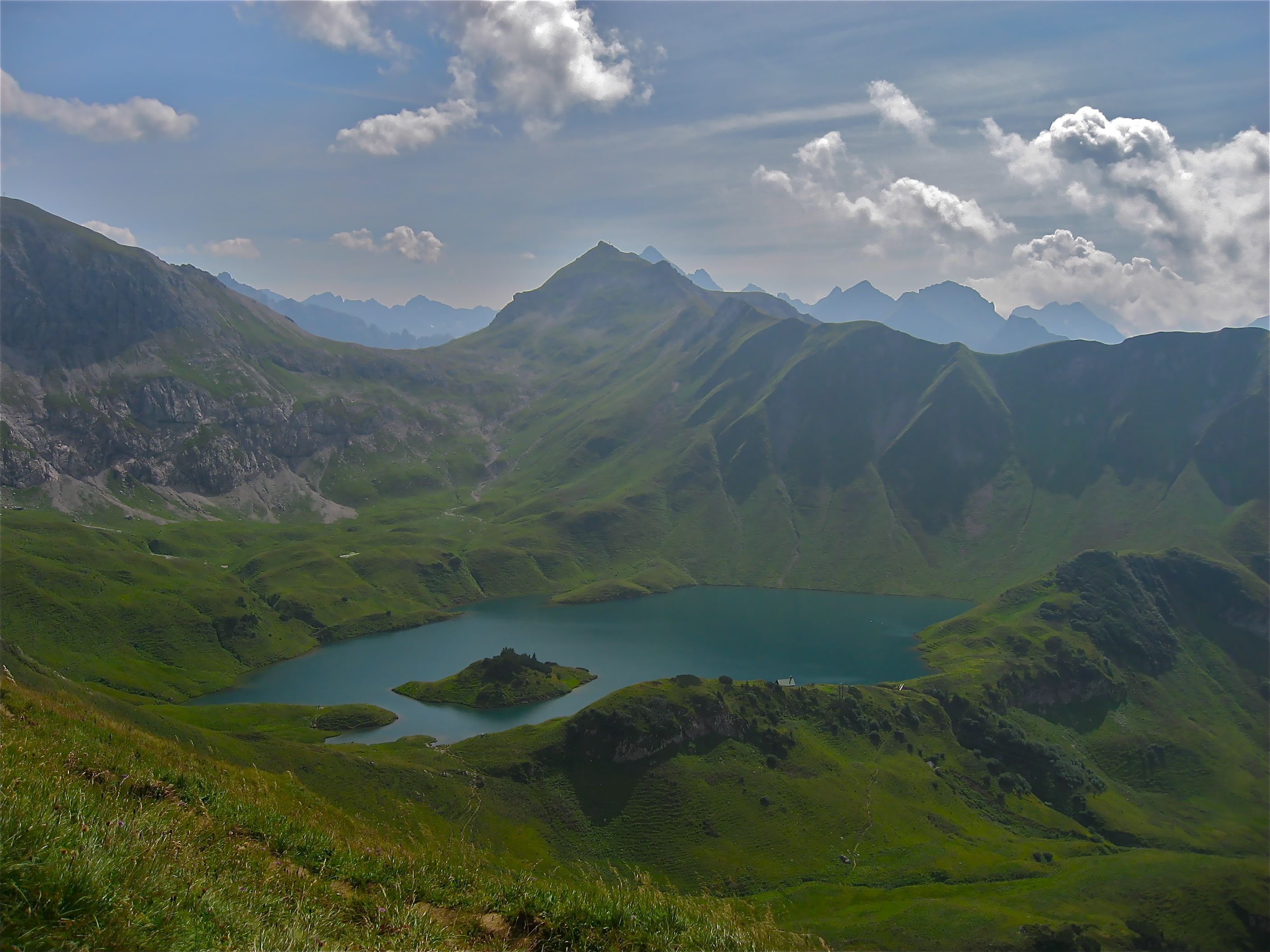

拉訥山（德語：Lahnerkopf），是中歐的山峰，位於奧地利和德國接壤的邊境，屬於阿爾高阿爾卑斯山脈的一部分，距離卡斯滕山0.7公里，海拔高度2,122米，每年平均降雨量1,698毫米。